# Herndon (Pennsilvània)
Herndon és una població dels Estats Units a l'estat de Pennsilvània. Segons el cens del 2000 tenia 383 habitants.

## Demografia
Segons el cens del 2000, Herndon tenia 383 habitants, 173 habitatges, i 106 famílies. La densitat de població era de 184,8 habitants per quilòmetre quadrat.
Dels 173 habitatges en un 20,2% hi vivien nens de menys de 18 anys, en un 56,1% hi vivien parelles casades, en un 4% dones solteres, i en un 38,2% no eren unitats familiars. En el 34,7% dels habitatges hi vivien persones soles el 18,5% de les quals corresponia a persones de 65 anys o més que vivien soles. El nombre mitjà de persones vivint en cada habitatge era de 2,21 i el nombre mitjà de persones que vivien en cada família era de 2,83.
Per edats la població es repartia de la següent manera: un 18,5% tenia menys de 18 anys, un 7% entre 18 i 24, un 27,9% entre 25 i 44, un 24,5% de 45 a 60 i un 21,9% 65 anys o més.
L'edat mediana era de 43 anys. Per cada 100 dones de 18 o més anys hi havia 90,2 homes.
La renda mediana per habitatge era de 37.750 $ i la renda mediana per família de 44.063 $. Els homes tenien una renda mediana de 29.875 $ mentre que les dones 17.969 $. La renda per capita de la població era de 23.156 $. Entorn del 5,7% de les famílies i el 9,4% de la població estaven per davall del llindar de pobresa.

## Poblacions més properes
El següent diagrama mostra les poblacions més properes.